# イヴ・シモノー
イヴ・シモノー（Yves Simoneau、1955年10月28日 - ）はカナダの映画監督。

## 略歴
ケベック・シティー出身。
2000年代に入ってからはテレビ映画の製作が多くなっている。

## 主な作品
- ギャングは暁に死ね Pouvoir intime (1986)
- ブレインフューチャー Dans le ventre du dragon  (1989)
- マザーズボーイ/危険な再会 Mother's Boys (1994)
- ラストフライト Amelia Earhart: The Final Flight (1994)
- インテンシティ/緊迫 Intensity (1997)
- フリーマネー Free Money (1998)
- 36時間 36 Hours to Die (1999)
- ニュルンベルク軍事裁判 Nuremberg (2000)
- イグニッション Ignition (2001)
- 44ミニッツ 44Minutes (2003)
- 王妃マリー・アントワネット MARIE-ANTOINETTE (2006)